# Huanshanlu
Huanshanlu (kinesiska: 环山路街道, 环山路) är en socken i Kina. Den ligger i provinsen Shandong, i den östra delen av landet, omkring 450 kilometer öster om provinshuvudstaden Jinan. Antalet invånare är 74 383. Befolkningen består av 37 426 kvinnor och 36 957 män. Barn under 15 år utgör 15,0 %, vuxna 15-64 år 78 %, och äldre över 65 år 6,0 %.
Genomsnittlig årsnederbörd är 717 millimeter. Den regnigaste månaden är juli, med i genomsnitt 210 mm nederbörd, och den torraste är januari, med 14 mm nederbörd.